# Liliane Chappuis
Pour les articles homonymes, voir Chappuis.
Liliane Chappuis, née le 27 juin 1955 à Fribourg et décédée le 25 juin 2007, est une femme politique suisse membre du Parti socialiste.

## Biographie
Professeure de dactylographie à l'origine, elle est titulaire d'un diplôme d'enseignement des branches commerciales. Elle devient par la suite cheffe de projet informatique puis vice-directrice pour le site educa.ch.
Liliane Chappuis siège au Conseil national de 1999 à 2003 mais n'est pas réélue bien qu'elle ait recueilli 13 817 suffrages contre 9 921 quatre ans plus tôt. Pendant sa première législature, elle siège à la commission de la science, de l'éducation, et de la culture ainsi que dans la délégation auprès de l'Union interparlementaire. Elle retrouve le Parlement fédéral le 5 mars 2007 après l'accession de son camarade de parti Erwin Jutzet au Conseil d'État fribourgeois. Elle est alors désignée pour siéger à la commission des affaires juridiques. À sa mort, elle se préparait pour sa réélection lors des élections fédérales de l'automne 2007.
Conseillère communale dès 1986 puis syndique de Corpataux-Magnedens dès 1996, elle œuvre à l'édification de la salle de spectacle La Tuffière. Jacques Gantner lui succède en tant que syndic à sa mort. Elle est également députée au Grand Conseil fribourgeois de 1990 à décembre 1999. Elle y préside le groupe socialiste de 1994 à 1998 puis dirige le Parti socialiste fribourgeois de 1997 à 2002. Toutefois, elle échoue dans sa tentative d'élection au Conseil d'État en 1996.
Le 27 août 2002, Liliane Chappuis participe à un débat public avec Christoph Blocher, alors conseiller national, sur l'or de la Banque nationale suisse. Elle apparaît également dans le film de Jean-Stéphane Bron, Le génie helvétique, ce qui lui vaut des citations dans la presse française notamment dans Le Monde et Libération au moment de la présentation de ce film au Sénat français.